# Clave Única de Registro de Población
La Clave Única de Registro de Población (conocida como la CURP) es un código único de identidad de 18 caracteres, utilizado para identificar oficialmente tanto a residentes como a ciudadanos mexicanos de todo el país.

## Partes de la CURP
Los elementos que componen la CURP son los siguientes:
- Primera letra del primer apellido.
- Primera vocal del primer apellido.
- Primera letra del segundo apellido.
- Primera letra del nombre de pila.: Se tomará en cuenta el primer nombre («exceptuando los nombres compuestos cuando a estos se antepongan los nombres de MARÍA o JOSÉ, entre otros, en cuyo caso se usará el segundo nombre.»).
- Fecha de nacimiento sin espacios en orden de año (dos dígitos), mes y día. Ejemplo: 960917 (17 de septiembre de 1996).
- Letra del sexo o género (H para Hombre, M para Mujer, o X  para No binario[3]).
- Dos letras correspondientes a la entidad federativa de nacimiento (en caso de haber nacido fuera del país, se marca como NE, «Nacido en el Extranjero»; véase el Catálogo de claves de entidades federativas).
- Primera consonante interna (después de la primera letra) del primer apellido.
- Primera consonante interna del segundo apellido.
- Primera consonante interna del nombre de pila.
- Dígito del 0 al 9 para fechas de nacimiento hasta el año 1999 y de la A a la Z para fechas de nacimiento a partir del 2000, asignado por la SEGOB para evitar registros repetidos.
- Dígito verificador, para comprobar la integridad.

##### Ejemplo
Si el nombre de una persona es Wendy Lizeth Rascón Chávez, si es de sexo femenino y nació el 29 de julio del 2005 en el estado de México, su CURP podría ser: RACW050729MMCSHNA2.

## Acuerdo Presidencial del 02/02/2008
El 23 de octubre de 1996 se publicó, en el Diario Oficial de la Federación, el Acuerdo Presidencial para la Adopción y Uso por la Administración Pública Federal de la Clave Única de Registro de Población.
El acuerdo establece que la CURP se asignará a todas las personas que viven en el territorio nacional, así como a los mexicanos residentes en el extranjero.[cita requerida]
A la fecha de este artículo, la CURP es indispensable para manejar declaraciones de impuestos, para llevar un registro en empresas, escuelas, afiliación en los servicios de salud, solicitud de pasaportes y otras dependencias gubernamentales.[cita requerida]
También se asignará, en todas las actas individuales y copias certificadas (nacimiento y defunción) del Registro Civil, la Clave Única del Registro de Población de la persona.[cita requerida]
Su uso principal suponía ser una solución a una serie de números de registro (número de Seguro Social, RFC, INE), pero se ha fallado en la homologación de todos éstos dentro de la CURP, ya que continúan usando su propio código (el INE incorporaró la CURP en la credencial, y muchas otras credenciales oficiales la están incluyendo, pero la clave de elector sigue siendo la oficial para este instituto). Lo máximo que se ha podido hacer en el caso es vincular el RFC, NSS, Clave de elector, Cédula profesional, etc a una CURP para un control más preciso en la administración pública, así como incluir obligatoriamente en todas las identificaciones oficiales una CURP a nombre de su titular. En otros países, se usa la misma clave para identificar a sus residentes dentro de todas las organizaciones gubernamentales y no gubernamentales, y próximamente se hará igual en México.[cita requerida]

## Expedición
En un inicio, la CURP se tramitaba en las oficinas del Registro Civil, del ISSSTE, del IMSS y de otros servicios del gobierno. Al tramitarla, se proporcionaba una impresión con forma de cédula color verde y una constancia por escrito; ahora puede ser en impresión en papel simple. 
Su tamaño le permite llevarla incluso en una billetera. Y, para evitar que se maltrate, puede plastificarse. En la cara frontal de la tarjeta, aparecen los 18 caracteres de la CURP, los apellidos y los nombres, además de la fecha de expedición de la cédula; también se incluyen el número de folio del acta de nacimiento, que ampara la veracidad contenida en la tarjeta, y el municipio de registro de nacimiento.[cita requerida]
Actualmente se puede obtener en la página de internet de la CURP, y su formato ha cambiado por una versión más alargada y más simple, que incluye el nombre, la clave, la fecha de expedición, el número de folio y el estado donde la persona se registró, así como el código de barras y el código QR.[cita requerida]

## Excepciones
Habitualmente, los primeros dos caracteres de la clave son las dos primeras letras del primer apellido, pero en caso de que un primer apellido tenga una consonante como segunda letra, se asignará entonces la primera vocal que se encuentre en el apellido. Por ejemplo, si una persona se llamara Romina Orozco Castillo, sus primeros cuatro caracteres de la CURP serían: OOCR, ya que la segunda letra de «Orozco» es consonante.
Tampoco la letra Ñ se asigna en la CURP. Un claro ejemplo es el apellido Peña. En casos como este es necesario reemplazar, en la clave, la letra «Ñ» por el carácter «X».
Cuando una persona tenga dos nombres y su primer nombre sea María, en el caso de mujeres, o José, en el caso de hombres, el cuarto carácter se tomará de la primera letra del segundo nombre, en vez del primero. Esto debido a que los nombres «María» y «José» son muy comunes y generarían muchos duplicados. Por ejemplo: si la persona se llama María Fernanda Escamilla Arroyo, los primeros cuatro caracteres serán EAAF (María no cuenta para formar el cuarto carácter).
Otra excepción en la cual sería necesario utilizar «X» sería el caso de personas que no cuentan con segundo apellido, o algunos extranjeros en cuyos países el segundo apellido es inexistente.
Por ejemplo, un hombre proveniente de Irlanda cuyos nombres son Brian Donall y su único apellido es Plunkett nació el 21 de octubre de 1957 y, como no nació en ninguna entidad mexicana, las dos claves correspondientes serán «NE» (Nacido en el Extranjero), y su CURP podría ser: PUXB571021HNELXR00. Se usarían, aquí, la «X» por no tener segundo apellido, ni mucho menos primera consonante del mismo, «NE» porque no nació en México y «U» porque la segunda letra de su apellido, «Plunkett», es una consonante.
Además de las excepciones por motivo de ser ofensivo en el idioma español ejemplo: Pulido Torres Amanda su CURP sería ofensiva lo cual se cambia la segunda letra por una X quedando así: PXTA. Caso similar acontece con la CURP del expresidente de México Enrique Peña Nieto. Por sus iniciales, su CURP diría PENE660720HMCXTN06, no obstante, la primera vocal de su CURP es sustituida por una X, por lo que su CURP queda así: PXNE660720HMCXTN06.
En la estructura de la CURP (posiciones 1-4) que en ocasiones forma una palabra cuya pronunciación se considera ofensiva para los patrones socialmente establecidos, en cuyo caso la letra de la segunda posición se sustituye por una 'X'.

## Clave de Registro e Identificación Personal (CRIP)
En los estados restantes de México, se utiliza, además del CURP, la Clave de Registro e Identificación Personal (CRIP), que aparece conformada de la siguiente manera:
- Los dos primeros dígitos: la Clave de la Entidad Federativa, acorde al Catálogo de Entidades Federativas por parte del Instituto Nacional de Estadística, Geografía e Informática (INEGI);
- Los tres siguientes dígitos: la clave del municipio correspondiente a la entidad federativa, acorde al Catálogo de Municipios por parte del INEGI;
- El siguiente dígito: la clave de la localidad correspondiente al municipio, acorde al Catálogo de Localidades por parte del INEGI;
- Los cuatro siguientes dígitos: el año en que se registró a la persona ante la autoridad del estado (Registro Civil);
- Los cinco siguientes dígitos: el número del acta de nacimiento registrada y expedida por la autoridad del estado (Registro Civil).

## Clave Única de Identidad (CUI)
Se ha propuesto la creación de una Clave Única de Identidad (CUI) que posiblemente reemplace a la CURP, para unificar el sistema en todo México.[cita requerida]